# Silke
Silke, all'anagrafe Silke Hornillos Klein (Madrid, 6 febbraio 1974), è un'attrice spagnola.

## Biografia
Figlia di un avvocato valenzano e di una traduttrice tedesca, Silke debuttò al cinema nel 1992 con un piccolo ruolo nel film Orquesta Club Virginia. Nel 1995 ottenne uno dei due ruoli principali nella pellicola Hola, ¿estás sola? di Icíar Bollaín. Subito dopo prese parte al film Tierra di Julio Médem, grazie al quale ottenne una candidatura al Goya come miglior attrice rivelazione nel 1997.
A questi lavori seguirono molte altre partecipazioni, anche a livello internazionale: nel 1998 lavorò nella pellicola argentina Diario para un cuento, mentre nel 2001 Marco Risi la volle come co-protagonista del film Tre mogli.
In questo periodo fu anche protagonista di una serie di spot pubblicitari, fra cui quello in cui compariva insieme a Rossy de Palma per sponsorizzare una nota marca di assorbenti.
Nel 2006 recitò nell'horror The Dark Hour, ultima sua apparizione cinematografica. Attualmente Silke vive a Ibiza e ha una figlia.

## Filmografia

### Cinema
- Orquesta Club Virginia, regia di Manuel Iborra (1992)
- Hola, ¿estás sola?, regia di Icíar Bollaín (1995)
- Tengo una casa, regia di Mónica Laguna (1996)
- Tierra, regia di Julio Médem (1996)
- Miranda hacia atrás, regia di Pedro Paz (1999)
- Diario para un cuento, regia di Jana Boková (1998)
- La cartera, regia di Miguel Martí (2000)
- Cupido in vena di scherzi (Km. 0), regia di Yolanda García Serrano e Juan Luis Iborra (2000)
- Almejas y mejillones, regia di Marcos Carnevale (2000)
- Felicidades, regia di Lucho Bender (2000)
- Tu che faresti per amore? (¿Tú qué harías por amor?), regia di Carlos Saura Medrano (2001)
- Black Symphony (Tuno Negro), regia di Pedro L. Barbero e Vicente J. Martín (2001)
- Tre mogli, regia di Marco Risi (2001)
- Sansa, regia di Siegfried (2003)
- Deadly Cargo - Terrore in mare aperto (La cámara oscura), regia di Pau Freixas (2003)
- Sex, regia di Antonio Dyaz (2003)
- Iris, regia di Rosa Vergés (2004)
- Al otro lado, regia di Gustavo Loza (2004)
- The Dark Hour, regia di Elio Quiroga (2006)